# Terceira Guerra Mundial

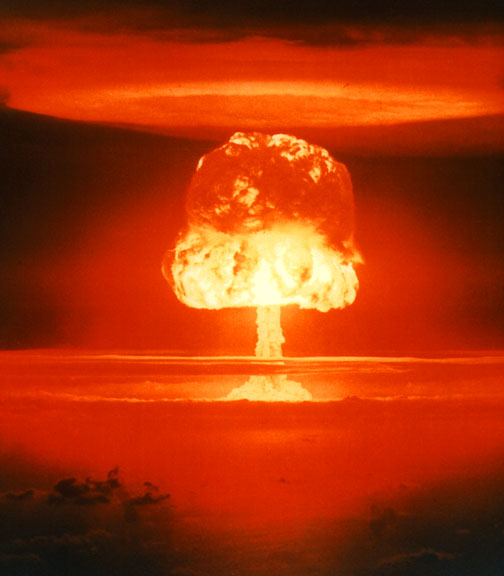
Explosão da bomba Castle Romeo. A Terceira Guerra Mundial está sempre associada a holocaustos nucleares.

Terceira Guerra Mundial seria uma hipotética guerra mundial, travada entre um grande número de países, especulando-se acerca do possível recurso a armas de destruição massiva, designadamente armas nucleares.
Na segunda metade do século XX, o confronto militar entre as superpotências generalizou uma situação que constituía uma ameaça extrema à paz mundial, com a Guerra Fria a ser efetuada entre os capitalistas Estados Unidos e a socialista extinta União das Repúblicas Socialistas Soviéticas. Se esta confrontação se tivesse intensificado até uma guerra em grande escala, estima-se que o conflito teria culminado na "Terceira Guerra Mundial", cujo resultado final seria o colapso da civilização.
Este resultado ombreia com um impacto de um asteroide, uma singularidade tecnológica hostil e mudanças climáticas catastróficas como um dos principais acontecimentos de extinção em massa que podem prejudicar seriamente a humanidade. Todas estas situações são às vezes designadas pelo termo bíblico Armagedom.
| “                 | Não sei como será a Terceira Guerra Mundial, mas poderei vos dizer como será a Quarta: com paus e pedras... | ” |
| — Albert Einstein | |   |

Hans Morgenthau afirmou que nos anos 80 o mundo estava à véspera de uma terceira guerra mundial. Charles Clover declarou que a moderna diplomacia iria causar a Terceira Guerra Mundial.

## Terceira Guerra Mundial como um evento passado

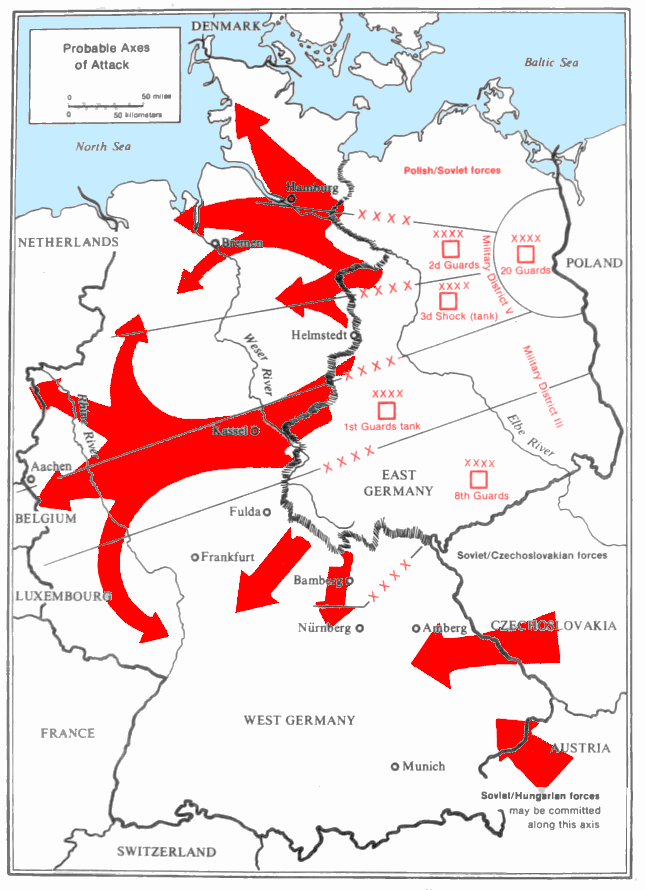
Prováveis eixos de ataque do Pacto de Varsóvia na Alemanha Ocidental.

Alguns analistas e historiadores sugerem que a Guerra Fria seja considerada a III Guerra Mundial, porque foi um conflito em escala global por proxies dos Estados Unidos e OTAN, de um lado, contra a União Soviética e o Pacto de Varsóvia, do outro.
Como o próprio Albert Einstein cogita a Terceira Guerra Mundial, esta seria muito mais do que uma simples guerra fria, uma guerra de facto em função do arsenal de armamento que a humanidade alcançou. Ressaltamos esta temeridade de Einstein em função do crescimento populacional versus o estático espaço terrestres e de recursos naturais.
Vasili Arkhipov conseguiu evitar uma guerra mundial em 1962.
Henry Kissinger defendeu as ditaduras militares latino-americanas para que fosse evitada a terceira guerra mundial, na década de 1970.
Em 2006, numa entrevista, George W. Bush chamou a Guerra ao Terror de "World War III".

## Terceira Guerra Mundial como um evento futuro
Em fevereiro de 2017, Robert Kagan, cientista político norte-americano e co-fundador do think tank Project for the New American Century, escreveu um artigo na revista Foreign Policy, no qual demonstra a preocupação com o potencial advento de uma Terceira Guerra Mundial em face do expansionismo territorial desproporcional, do crescente militarismo e das pretensões hegemônicas da Rússia (na Europa Oriental) e da China (sobre as Ilhas Spratleys, Paracels e Senkaku), comparando-as a "potências revisionistas", como a Alemanha Nazista ou o Japão Imperial, os Estados responsáveis pelo deflagrar da Segunda Guerra Mundial. Para Kagan, tais poderes insatisfeitos com o status-quo da ordem internacional estabelecida, tiram proveito da fraqueza e frouxidão das democracias ocidentais para adotar uma atitude nacionalista e militarista, lamentando a suposta fraqueza do governo Obama diante dos russos e dos chineses.
As tensões entre China e Estados Unidos são, por vezes, descritas como uma guerra por procuração, tese defendida por George Soros.
A crise da primeira metade da década de 2010 na União Europeia também foi considerada como uma das possíveis causas de uma futura terceira guerra mundial.